# Hubrechtonemertes lankesteri
Hubrechtonemertes lankesteri är en djurart som tillhör fylumet slemmaskar, och som först beskrevs av Ambrosius Arnold Willem Hubrecht 1887.  Hubrechtonemertes lankesteri ingår i släktet Hubrechtonemertes och familjen Paradrepanophoridae. Inga underarter finns listade i Catalogue of Life.